# Отчего перевелись богатыри на Святой Руси
«Отчего перевелись богатыри на Святой Руси» (или «С каких пор перевелись витязи на Святой Руси», «С каких пор перевелись богатыри на Святой Руси»; «Отчего перевелись витязи на святой Руси», «Мамаево побоище») — русская былина о семи богатырях, которые окаменели.
Записана русским поэтом Л. А. Меем в Сибири в 1840 году и впервые опубликована в журнале «Сын отечества» (№ 17 от 29 июля 1856 года) под заголовком «Предание. Отчего перевелись витязи на святой Руси. Сибирская сказка». В 1862 году она была перепечатана в П. А. Бессоновым в четвёртом выпуске «Песен» П. В. Киреевского.
Согласно былине, как семеро богатырей выехали в чисто поле на Софат-реку, где вступили в бой и победили силу татарскую, но похвалились, и помянули «силу нездешнюю» (что было «словом неразумным»), которая и одолела их. Заканчивается былина окаменением богатырей.

## Сюжет
В основном корпусе героического эпоса Руси былина под названием «С каких пор перевелись витязи на Святой Руси» является единственной, которая повествует о гибели прославленных богатырей. Былина начинается с того, как Годенко Блудович, Василий Казимирович, Василий Буслаевич, Иван Гостиный сын, Алёша Попович млад, Добрыня молодец и Илья Муромец (в таком порядке) отправились в чисто поле на Софат-реку. Остановившись у старого дуба, где сходились три дороги — к Киеву, Нову городу и к синему морю, герои былины устроили ночлег. А утром Добрыня увидел белый шатёр с Тата́рченком. Между ними завязался поединок, во время которого Добрыня поскользнулся, упал и погиб от вражеской руки. В схватку с Татарином вступил Алёша Попович, которому удалось побороть врага, но тут явился чёрный ворон, который заговорил человеческим голосом. Ворон рассказал, как оживить Добрыню, для чего принёс мёртвой и живой воды с «синего моря». После того, как Добрыня ожил, богатыри отпустили Татарина. Тут проснулся Илья Муромец. Умывшись на Софат-реке и утёршись «тонким по́лотном», богатырь увидел силу басурманскую, переправлявшуюся через Софат-реку.
Ринувшись в бой, богатыри «бились три часа и три минуточки, — изрубили силу поганую». После чего стали хвалиться, что плечи у них не устали, кони не уходились, мечи не притупились. Алёша Попович млад больше всех похвалился, воскликнув: «Подавай нам силу нездешнюю, — мы и с тою силою справимся». «Как промолвил он слово неразумное, так и явились двое воителей…» После того как Алёша Попович разрубил пополам двух воителей, их «стало четверо и живы все». Когда против врагов выступил Добрыня молодец, «стало восьмеро — живы все», когда же в бой вступил Илья Муромец, «стало вдвое больше — и живы все». И бились богатыри «три дня… три часа, три минуточки». И «уходилися кони их добрые, намахалися их плечи могутные, притупилися мечи их булатные». А сила вражеская только росла и росла. «Испугались могучие витязи, побежали в каменные горы, в тёмные пещеры». А «как побежит витязь к горе, так и ока́менеет». И все богатыри окаменели. «С тех пор и перевелись витязи на Святой Руси».